# Souffelweyersheim
Souffelweyersheim – miejscowość i gmina we Francji, w regionie Grand Est, w departamencie Dolny Ren.
Według danych na rok 1990 gminę zamieszkiwało 5591 osób, a gęstość zaludnienia wynosiła 1240 osób/km² (wśród 903 gmin Alzacji Souffelweyersheim plasuje się na 35. miejscu pod względem liczby ludności, natomiast pod względem powierzchni na miejscu 520.).